# Zacharie (fils de Barachie)
Ne doit pas être confondu avec Zacharie fils de Barachie fils de Iddo.
Pour les articles homonymes, voir Zacharie et Zacharie (prophètes).
Zacharie fils de Barachie est un personnage de l'Ancien Testament dont il est question dans le livre d'Isaïe, en l'an 732 avant notre ère :

« Le Seigneur me dit : Prends une grande tablette et écris dessus avec un stylet ordinaire : Hâtez-vous de prendre les dépouilles, prenez vite le butin. Et prends (que je prenne TM) des témoins dignes de foi, le prêtre Ourie et "Zacharie fils de Barachie" (Yebèrèkyahu TM) »

— Is. 8, 1-2 (LXX)
Le nom de « fils de Yebèrèkyahu/Barachie » se retrouve ailleurs dans la Bible et donne lieu à un singulier problème d'exégèse.

## Identification possible
On pourrait le rapprocher du beau-père du roi Achaz, dont la femme Abija (en), fille d'un certain Zacharie, avait donné naissance à Ézéchias,. Celui-ci monta sur le trône, dit le texte, à l'âge de 25 ans, en 716. Achaz a donc dû prendre Abija (en) comme épouse en 741, à l'âge de 15 ans (II R. 16, 1 : il avait  « vingt ans à son avènement »). Isaïe avait donc toutes les raisons, en 732, de solliciter le beau-père du roi comme témoin (en même temps que le prêtre Ourie, dont il est aussi question dans II R. 16, 10-16), comme le raconte Isaïe.
Achaz, qui a poussé l'impiété jusqu'à « faire passer son fils par le feu » (II R. 16, 2 : le nom de ce fils n'est pas mentionné), n'aurait pas hésité à éliminer le père de sa femme s'il s'avérait qu'il se fût mis du côté d'Isaïe qui critiquait l'alliance du roi avec Assour (II R. 16, 7-9 et Is. 7-11, en particulier 7, 3 et 8, 6-10), en 734, et qui avait choisi ce Zacharie comme témoin en 732. La tradition sur le meurtre d'un Zacharie rapportée curieusement dans II Chr. 24 sous le règne de Joas, pourrait ainsi trouver son origine dans ces circonstances.

## Identification traditionnelle
Le fils de Yebèrèkyahu/Barachie (beau-père d’Achaz ?) a été identifié par un glossateur au Zacharie auteur du livre prophétique portant ce nom : 

« La deuxième année de Darius, au huitième du mois, la parole du Seigneur fut adressée au prophète Zacharie fils de Barachie fils de Iddo »

— Za. 1, 1.
Les mots « fils de Barachie » (Berekhyah) n’apparaissent pas dans les notices de Esd. 5, 1; 6,14 ; Néh. 12, 16, et peuvent dès lors être considérés comme une incise, comme si l’on avait cherché à identifier le prophète post-exilique au « témoin » de Is. 8, 2.
Une telle identification apparaît assez tôt dans les sources rabbiniques : Rabbi Aqiba contemplant les ruines de Jérusalem retrouve l’espoir de la reconstruction en développant une allusion aux deux témoins d'Is. 8, 2 par un texte renvoyant à Zacharie fils de Iddo (le prophète écrivain post-exilique).
Il semble donc bien que le fils de Barachie, en fait contemporain d’Isaïe, avait laissé un souvenir vivant dans la mémoire orale, au point d'être identifié au principal Zacharie de l'Ancien Testament, le prêtre-prophète post-exilique, fils de Iddo.

## Dans le Nouveau Testament
Le récit des Chroniques (relatif à Zacharie Ben Joïada) est à l’arrière-plan de la phrase de Jésus sur le sang des prophètes répandu « depuis la fondation du monde, depuis le sang d'Abel jusqu'au sang de Zacharie, qui périt entre l'autel et le Temple » (Lc 11, 50-51), « depuis le sang d’Abel le juste jusqu'au sang de Zacharie, fils de Barachie, que vous avez assassiné entre le sanctuaire et l'autel » (Mt. 23, 35).
Le titre « fils de Barachie » dans la forme matthéenne du logion montre l’influence d’une tradition orale, dont on trouve d’autres traces dans Za. 1, 1 et le récit de II Chr. 24 lui-même (récit qui concernerait en fait le beau-père d'Achaz). Le logion, du moins dans la forme primitive conservée par Lc, est lui-même une allusion au récit de II Chr. 24, car ce récit est situé à la fin de la Bible hébraïque comme le récit du meurtre d’Abel se trouve au début. Chez Mt., par contre, la glose pourrait faire songer à l'influence d'un autre assassinat d'un Zacharie dans le temple, celui du fils de Bariskaios.